# Luigi Centurione
Alessandro Luigi Centurione (ur. 29 sierpnia 1686 w Genui, zm. 2 października 1757 w Castel Gandolfo) – przełożony generalny Towarzystwa Jezusowego.

## Młodość
Pochodził z wpływowej rodziny genueńskiej. Nauki pobierał szkole jezuickiej w Parmie, a następnie wstąpił do tego zakonu w Chieri, 14 marca 1703 roku. Po zakończeniu wstępnej formacji zakonnej został wyświęcony na kapłana w 1717 roku. Był wykładowcą literatury, filozofii i teologii, a następnie prowincjałem mediolańskim (1750). W tym charakterze brał udział w kongregacji generalnej, która wybrała Ignazio Viscontiego na generała jezuitów w 1751 roku. Visconti zatrzymał Centurione w Rzymie jako asystenta włoskiego. Wyznaczył go również wikariuszem generalnym po swojej śmierci.

## Generał jezuitów
Luigi Centurione został wybrany na najwyższy urząd podczas XVIII Kongregacji Generalnej (30 listopada 1755), niecały miesiąc po katastrofalnym trzęsieniu ziemi w Lizbonie, którego skutki odczuł niechętny Towarzystwu Jezusowemu portugalski pierwszy minister Pombal. Konflikt spotęgowała broszura jezuity Gabriela Malagridy, przedstawiająca zniszczenie Lizbony jako karę Bożą. Malagrida został ukarany, a w Portugalii rozpoczęły się zdecydowane działania przeciwko zakonowi, dla którego niekorzystne były też postanowienia papieża Benedykta XIV.
Wobec rosnących ataków na laksyzm szerzący się podobno w Towarzystwie Jezusowym, Luigi Centurione skierował list (1756) do wszystkich jezuickich przełożonych dotyczący nauczania teologii moralnej w domach formacyjnych. Wcześniej, zgodnie z uchwałą kongregacji generalnej, która go wybrała, Centurione napisał list o „Prawdziwym duchu Towarzystwa Jezusowego” (dotyczący powołania zakonnego). Wobec nadchodzących zagrożeń generał starał się wzmocnić duchowość współbraci.
Dodatkowych kłopotów przysporzył Antoine de La Valette z Martyniki, który przez swoją działalność handlową i bankructwo jeszcze bardziej skomplikował sytuację francuskich jezuitów. 
Generał Alojzy Centurione odegrał także pozytywną rolę w rozwoju zakonu w Polsce. Na wspomnianej XVIII Kongregacji Generalnej dokonano podziału dotychczasowych prowincji: polskiej na wielkopolską i małopolską, a litewskiej na litewską i mazowiecką. Utworzono też osobną asystencję polską obejmującą cztery wymienione prowincje. Alojzy Centurione przyczynił się do szybszego powołania polskiej asystencji. Asystentem polskim, z uprawnieniami równymi pozostałym, wybrano 21 stycznia 1756 roku Tomasza Dunina. 
Generał Centurione, podobnie jak poprzednik, dbał również o rozwój klasztorów śląskich, zarządzając w liście do prowincjała czeskiego dodatkową pomoc finansową dla tamtejszej prowincji, utworzonej w 1755 roku pod naciskiem Fryderyka II, który dążył do zerwania więzi łączących świeżo zajęty przez niego Śląsk z monarchią habsburską. 
Krótki okres sprawowania urzędu nie pozwolił Luigiemu Centurione na wiele. Jednak jego życzliwość i siła charakteru, niepoddawanie się zagrożeniu ani niepozwalanie sobie lub innym na kroki odwetowe były przygotowywaniem jezuitów do przyjęcia decyzji o kasacie zakonu w 1773 roku.
Zmarł w Castel Gandolfo w wieku 72 lat. Został pochowany w krypcie kościoła Il Gesù w Rzymie.